# Les Derniers Jours de Pompéi (film, 1926)
Pour les articles homonymes, voir Les Derniers Jours de Pompéi (homonymie).
Pour plus de détails, voir Fiche technique et Distribution.
Les Derniers Jours de Pompéi (Gli ultimi giorni di Pompei) est un film muet italien réalisé par Carmine Gallone et Amleto Palermi, sorti en 1926.

## Synopsis
À cause d'une rivalité amoureuse, Glauco, un bel Athénien aux multiples conquêtes, devient le pire ennemi d'Arbace, grand prêtre égyptien du temple d'Isis. Ce dernier a déjà éliminé un de ses proches qui menaçait de faire des révélations sur son compte et s'arrange pour faire accuser Glauco à sa place, qu'il fait jeter dans la fosse aux lions. Mais peu après, le Vésuve entre en éruption.

## Fiche technique
- Titre : Les Derniers jours de Pompéi
- Titre original : Gli ultimi giorni di Pompei
- Réalisation : Carmine Gallone et Amleto Palermi
- Scénario : Amleto Palermi, d'après le livre d'Edward Bulwer-Lytton
- Titres : Alfredo Panzini
- Photographie : Victor Arménise, Alfredo Donelli
- Décors : Vittorio Cafiero
- Costumes : Duilio Cambellotti (it)
- Production : S.A. Grandi Film (Rome)
- Pays de production : Royaume d'Italie
- Format : noir et blanc - muet
- Genre : péplum historique
- Durée : 181 minutes
- Date de sortie : 
  - Italie : 9 mars 1926

## Distribution
- Victor Varconi : Glauco
- Rina De Liguoro : Ione
- María Corda : Nydia
- Bernhard Goetzke : Arbace
- Emilio Ghione : Caleno
- Gildo Bocci : Diomede
- Lia Maris : Julia
- Enrica Fantis : l'amie de Julia
- Vittorio Evangelisti : Apecide
- Ferruccio Biancini : Olinto
- Carlo Gualandri (it) : Clodio
- Dria Paola : Neda
- Vasco Creti : Sallustius
- Alfredo Martinelli : Lepidus
- Giuseppe Pierozzi (it) : Josio
- Bruto Castellani : Eumolpo
- Enrico Monti : Lidone
- Enrico Palermi : Medone
- Carlo Reiter : Pansa
- Carlo Duse : Burbo
- Italia Vitaliani (it) : Delera
- Donatella Neri : Marciana
- Osvaldo Genazzani (it)